# Walisische Unabhängigkeit

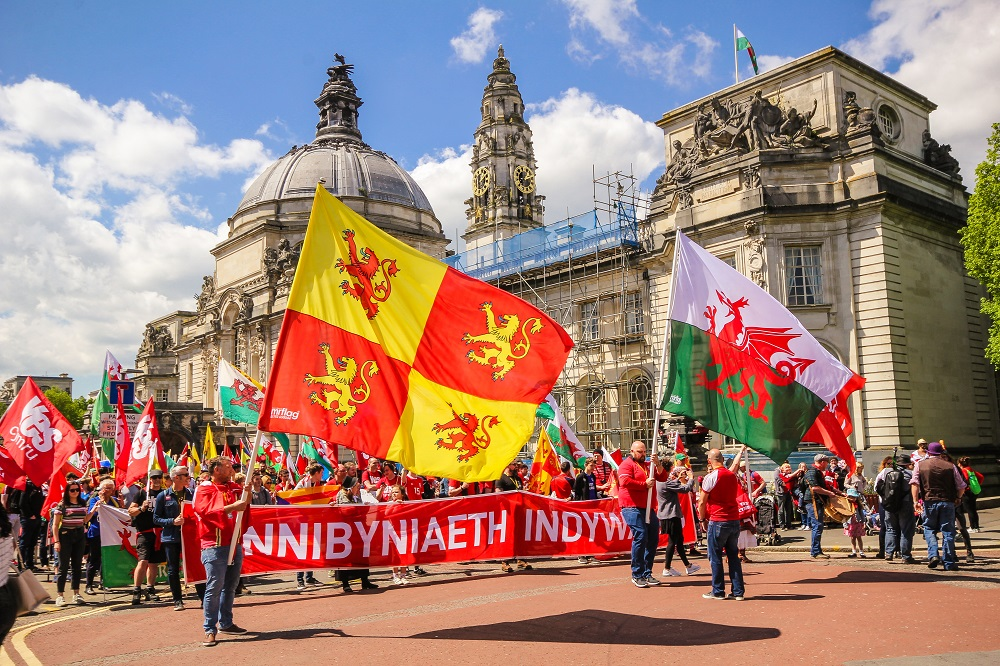
Walisischer Unabhängigkeitsmarsch in Cardiff, Mai 2019

Die walisische Unabhängigkeit ist die Bewegung von Wales in Richtung Souveränität und vollständige politische Kontrolle über das eigene Territorium.

## Die Diskussionsthemen
Die unabhängige Verfassungskommission identifizierte in ihrem Zwischenbericht „Schlüsselfragen“ zur „realisierbaren“ Option der Unabhängigkeit. Ziel ist es, in der nächsten Phase mögliche Lösungen zu testen, die bis Ende 2023 veröffentlicht werden sollen. Zu den Schlüsselfragen gehörte die Beantwortung der folgenden Punkte:
- Aufrechterhaltung zumindest des Niveaus der öffentlichen Dienstleistungen auf der Grundlage der eigenen Finanzkapazität.
- Finanzierungsangelegenheiten, die derzeit von der britischen Regierung kontrolliert werden, einschließlich Renten und Sozialleistungen, sowie die Bildung der Kapazitäten für Einwanderung, Handel und Auslandsvertretung.
- Schaffen Sie finanzielle Stabilität und Glaubwürdigkeit und wählen Sie die Währung aus.
- Das Vertrauen der Finanzmärkte unmittelbar nach der Unabhängigkeit und langfristig aufrechterhalten.
- Betrieb der Grenze zwischen Wales und England sowie etwaige Auswirkungen auf Unternehmen und Bürger beim Überqueren.
- Auswirkungen einer nationalen Handelsgrenze mit dem Rest des Vereinigten Königreichs, Europa und der Welt.
- Würde ein unabhängiges Wales der EU beitreten und wie lange würde dies dauern?[1]

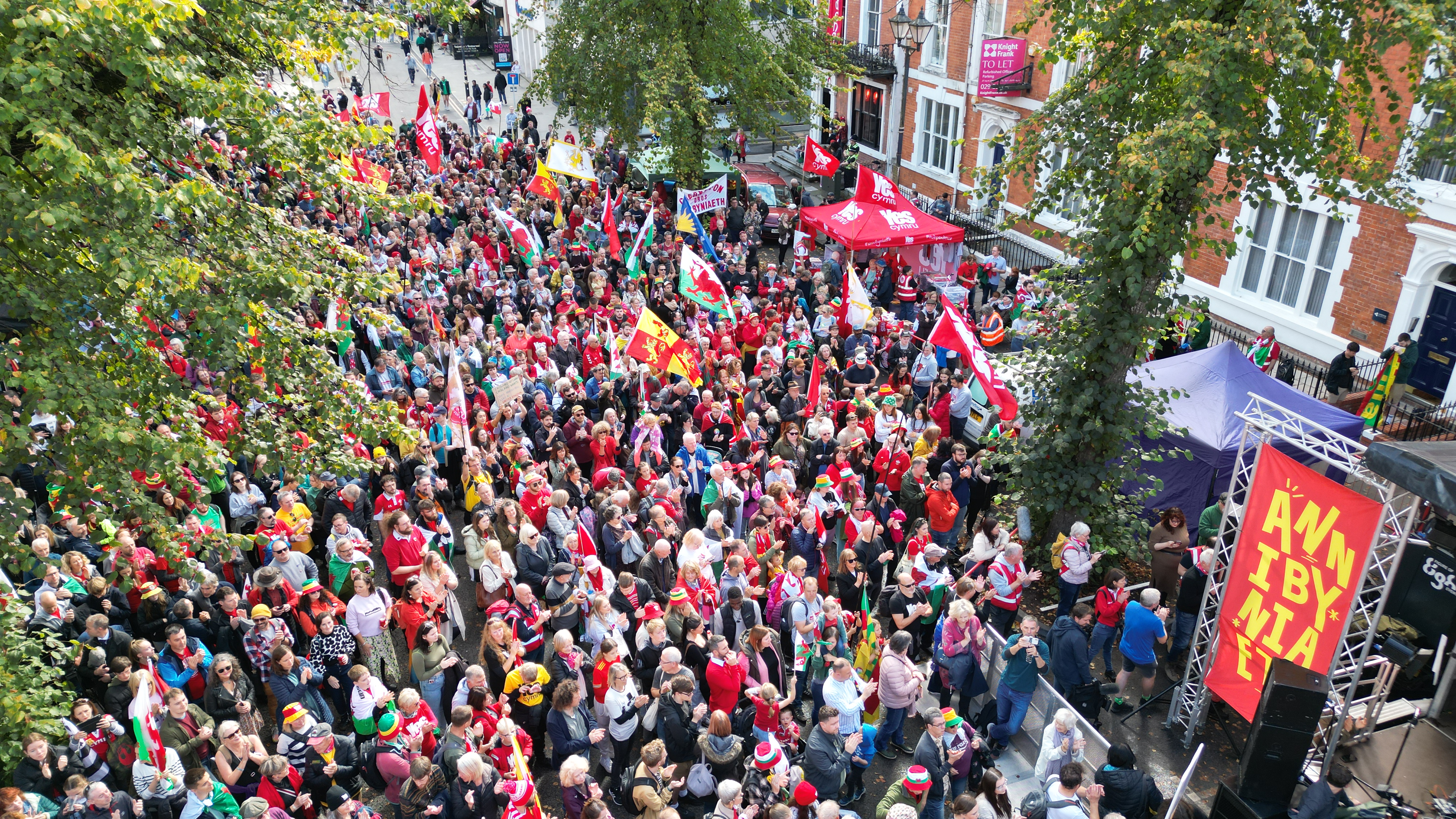
Der fünfte YesCymru- und AUOB-Marsch in Cardiff am 1. Oktober 2022

### Westminster-Probleme
Seit den Parlamentswahlen 2019 sind 40 der 650 Sitze im britischen Unterhaus von in Wales gewählten Kandidaten besetzt. Wales hat im Vereinigten Königreich die im Durchschnitt kleinste Wahlkreisgröße mit je etwa 56.000 Wählern pro Abgeordnetem, verglichen mit 72.200 pro Abgeordnetem in England.
Von der Boundary Commission im Jahr 2020 vorgelegte Vorschläge würden die Zahl der walisischen Sitze von 40 auf 32 reduzieren, um die Wahlkreisgrößen anzugleichen.
Befürworter der walisischen Unabhängigkeit berufen sich häufig auf die geringe Anzahl von Sitzen in Wales, um die Unabhängigkeit zu rechtfertigen. Sie glauben, dass dies die Fähigkeit von Wales einschränkt, zur politischen Entscheidungsfindung im Vereinigten Königreich beizutragen. Als Grund für die Unabhängigkeit wurde auch die Unzufriedenheit mit dem House of Lords genannt, in dem die Mitglieder ernannt und nicht gewählt werden
Weitere Kritikpunkte am Westminster-System sind:
- Die Westminster-Regierung ist nicht unbedingt die Regierung, für die Wales gestimmt hat
- Das Westminster-Wahlsystem stellt sicher, dass eine Partei mit nur drei von zehn Wählern eine Mehrheit gewinnen kann
- Mangelnde Sorge Westminsters um walisische Angelegenheiten und mangelnde Investitionen in Wales
- Die walisischen Dezentralisierungsbefugnisse sind begrenzt, viele Angelegenheiten sind Westminster vorbehalten
- Westminster behält die parlamentarische Souveränität und übertragene Befugnisse können entzogen werden[4][5]

### Befugnisse

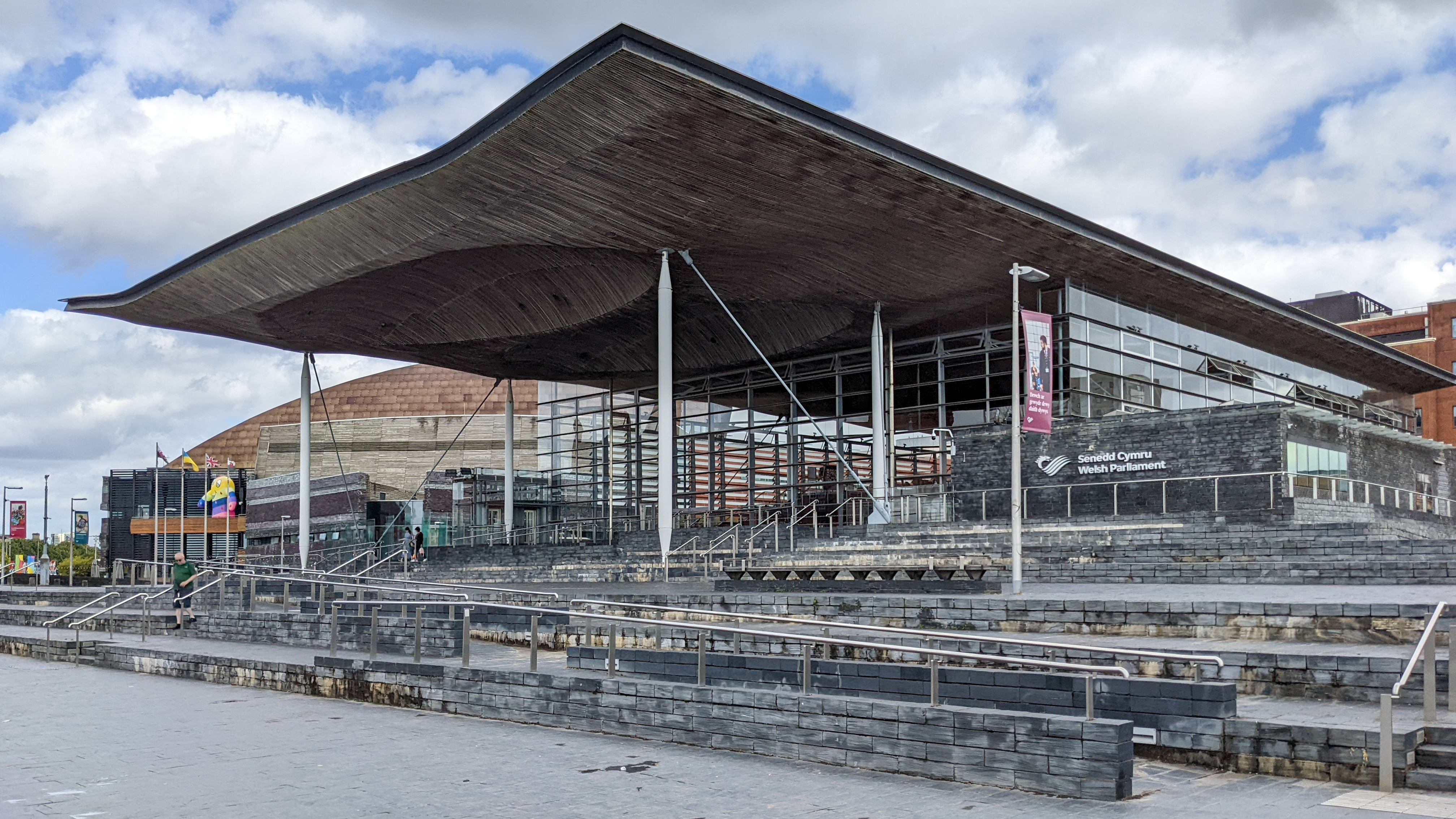
Das Parlament von Wales (Senedd Cymru) in Cardiff

Ein zentrales Argument der Befürworter der Unabhängigkeit ist, dass die Unabhängigkeit Wales es ermöglichen würde, seine eigenen Entscheidungen in Politikbereichen wie Außenpolitik, Steuern und anderen nicht dezentralen Fragen zu treffen.
Es wurde auch vorgeschlagen, dass die walisische Regierung die volle Verantwortung für ein unabhängiges Wales übernehmen könnte und dass die walisische Wählerschaft die alleinige politische Vertretung hätte und eine Regierung wählen würde, die nur von Wales gewählt wird.
Zu den weiteren vorgeschlagenen Befugnissen gehören:
- Fähigkeit zur Entwicklung von Infrastrukturen wie Transport und Breitband
- Fähigkeit, große Energieprojekte zu bauen, um Strom zu erzeugen, der verkauft werden könnte
- Schaffung einer individuellen, maßgeschneiderten walisischen Verfassung, die Menschenrechte und Rechte innerhalb des Justizsystems berücksichtigt
- Kontrolle über das Crown Estate, um walisische Einnahmen und Potenzial für noch mehr grüne Energieerzeugung zu schaffen
- Wales durch Trennung von der britischen Außenpolitik sicherer machen
- Option zur Aufnahme in das gemeinsame Reisegebiet des Vereinigten Königreichs und Irlands.
- Ein maßgeschneidertes Einwanderungssystem[4][5]

### Wirtschaft und Handel
Die walisische Unabhängigkeit würde Wales auch weitaus größere Kontrolle über seine Wirtschaft gewähren. Befürworter der Unabhängigkeit argumentieren, dass Wales dadurch als unabhängiges Land gedeihen könnte.
Unabhängigkeitsbefürworter gehen davon aus, dass Wales vom Erfolg der Republik Irland nach der Unabhängigkeit vom Vereinigten Königreich profitieren könnte. Im Jahr 1922 war Irland finanziell stark von Großbritannien abhängig. Irland soll von der EU-Mitgliedschaft im Jahr 1973 und vom Internationalen Währungsfonds profitiert haben und seit den 1990er Jahren ein Wirtschaftswachstum namens „Keltischer Tiger“ erlebt haben. Es wurde auch festgestellt, dass sich Wales wirtschaftlich in einer besseren Verfassung befindet als Irland in den 1920er Jahren, als es seine Unabhängigkeit erlangte.
Die Denkfabrik Melin Drafod geht davon aus, dass ein unabhängiges Wales neue Möglichkeiten gefunden hätte, über andere Steuer- und andere Maßnahmen zusätzliche 3 Milliarden Pfund pro Jahr an der Finanzierung öffentlicher Dienstleistungen aufzubringen.
Weitere wirtschaftliche Argumente für die Unabhängigkeit sind:
- Wirtschaftliche Flexibilität, größere Offenheit für den Handel und bessere Anpassung an wirtschaftliche Schocks als relativ kleines Land, wie der Flottilleneffekt zeigt.
- Volle Kontrolle über die wirtschaftliche Leistungsfähigkeit
- Befugnisse zum Ausleihen von Geld
- Fähigkeit, eine Entwicklungsbank zu gründen
- Fähigkeit, einen wettbewerbsfähigen Steuersatz zu entwickeln, um Industrien anzulocken
- Ein System der Bankenregulierung, das darauf abzielt, die Bürger und nicht nur die Banken zu schützen
- Bewältigung des Haushaltsdefizits in Wales und Umgestaltung der walisischen Wirtschaft
- Die walisischen Binnenexporte innerhalb des Vereinigten Königreichs wurden nicht veröffentlicht. Diese könnten erheblich sein
- Währungsoptionen: Pfund, walisisches Pfund oder Euro, alle mit Vor- und Nachteilen[4][5]

### Kultur und Sport

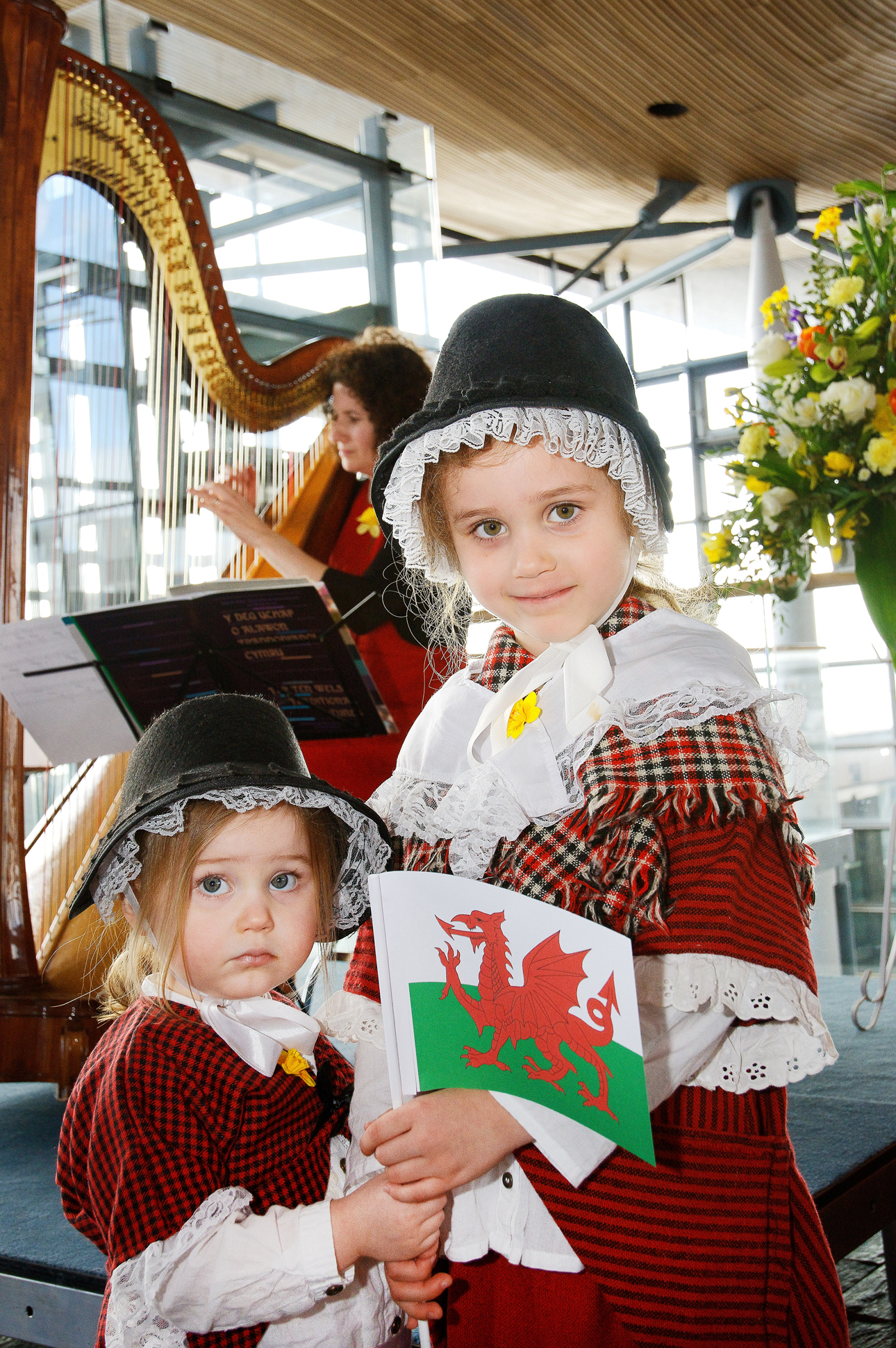
Zwei Mädchen in walisischer Kleidung bei einer Veranstaltung im Senedd

- Befugnisse zu Feiertagen, einschließlich eines geplanten Feiertags zum St. David’s Day.[9]
- Besserer Schutz der walisischen Kultur[4][5]
- Befürworter der walisischen Unabhängigkeit haben argumentiert, dass die Möglichkeit, walisische Mannschaften in Sportarten wie Cricket oder bei den Olympischen Spielen zu bilden, einen erheblichen Vorteil darstellen würde[4]
- Besserer Schutz der walisischen Sprache[4][5]

### Europäische Union
Im Jahr 2021 waren laut einer Umfrage 44 % der befragten Waliser für eine Mitgliedschaft in der Europäischen Union, im Vergleich zu 38 % die sich dagegen aussprachen.

### Unterstützung
Im August 2023 befürworteten laut einer Umfrage 33 % der Menschen in Wales die Unabhängigkeit, 53 % waren dagegen und 14 % waren unentschieden. Diese Zahl stieg von 12 % dafür im Jahr 2014 (damals waren 72 % dagegen und 10 % unsicher).